# Marie Bizet
Germaine Marie Madeleine Prévost dite Marie Bizet, née le 26 avril 1905 dans le 6e arrondissement de Paris et morte le 10 juillet 1998 à Couilly-Pont-aux-Dames, est une actrice et une chanteuse française.

## Biographie
Elle débute dans la confection puis en 1935 à Marseille, elle joue dans l'opérette Ignace auprès de Fernandel avec qui elle chante en duo Redis-le me. Elle monte à Paris et se produit au Palace. Elle tourne dans quelques films pour le cinéma, mais elle s'impose surtout au music-hall comme chanteuse fantaisiste. Elle enregistre en 1942 ses deux plus grands succès L'Hôtel des trois canards et J'y vas-t-y, j'y vas t-y pas.
Au début des années 1950, elle enregistre Je cherche un mari sur des paroles de Pierre Delanoë. Elle travaille ensuite avec Gilbert Bécaud qui l'accompagne au piano et compose  pour elle.
En 1980, elle fête ses 75 ans en donnant un récital au théâtre Saint-Martin.
Elle meurt à Couilly-Pont-aux-Dames, à la Maison de retraite des artistes de Pont-aux-Dames, le 10 juillet 1998 à l'âge de 93 ans. Elle est enterrée dans le cimetière de la commune.
Sa chanson Rythme et swing est choisie par la marque Little Marcel pour accompagner le clip d'accueil de son site internet.

## Filmographie
- 1937 : La Chanson du souvenir / Concert à la cour de Detlef Sierck & Serge de Poligny - Babette
- 1938 : Lumières de Paris de Richard Pottier -  Yvonne
- 1940 : Chantons quand même, de Pierre Caron - Mathilde
- 1940 : Faut ce qu'il faut / Monieur Bibi de René Pujol - Didine
- 1947 : Fausse Identité d'André Chotin - Une ouvrière
- 1947 :  Les Trois Cousines de Jacques Daniel-Norman - Sophie
- 1951 : Les Deux Gosses (I due derelitti) de Flavio Calzavara - La femme de Lumaca
- 1957 : Paris Music Hall de Stany Cordier - Jany

## Discographie
- 1941 : L’hôtel des trois canards
- 1942 : J'y va-t'y, j'y va-t'y pas
- 1950 : Je cherche un mari
- 1952 : Quand vous viendrez chez moi